# Świekatowo
Świekatowo is een dorp in het Poolse woiwodschap Koejavië-Pommeren, in het district Świecki. De plaats maakt deel uit van de gemeente Świekatowo en telt 1700 inwoners.

## Verkeer en vervoer
- Station Świekatowo